# Casquinha de siri
A casquinha de siri é um prato tradicional da cozinha popular brasileira bastante consumido em regiões litorâneas. Ele consiste basicamente na carne de siri refogada com outros ingredientes e servida na própria carapaça ou em uma concha. Sua origem é incerta e é um prato encontrado em todo o litoral do Brasil. Outros países como Portugal e França também usam carapaças de seus crustáceos para fazer pratos similares.

## Preparo
Os siris são pescados do mar com puçás e redes de espera, mas em algumas regiões é feito o uso de gaiolas. Os animais são então limpos e cozidos, para aí terem suas patas e carapaças quebradas com martelo para separação da carne. Esse processo de extração manual da carne de siri é chamado de desmariscamento. É comum que as mulheres de pescadores façam esse serviço usando garfos, facas ou colheres. Para obter 1kg de carne de siri, são necessários em média entre 35 a 45 indivíduos.
A carne então é temperada e refogada com outros ingredientes que variam entre diferentes regiões do país. Ela pode ser servida como bolinhos fritos, em ramequins, conchas de barro ou porcelana, ou no seu formato mais comum dentro da própria carapaça do siri. O prato então costuma ser empanado com um pouco de farinha e assado para ter uma casquinha crocante.   

## Degustação
A casquinha de siri está muito associada a imagem da comida de pescadores, mas ela também figura em restaurantes de todos os tipos. Seu uso mais comum é como uma entrada ou como um petisco de praia.